# Criod ne São Cente
Críod ne São Cente är ett album av artisten Val Xalino. Låten är skriven av Val Xalinos son, Roberto Xalino, som även är Vals producent. Skivan kom ut under år 2011. och innehåller en nyinspelad version av Praia de Baía, en av Kap Verdes största ballader som gavs ut på Val Xalinos första skiva Dança Dança T' Manchê år 1987. På skivan görs duetter tillsammans med sonen Roberto Xalino och på albumet finns musik av Val Xalino, Roberto Xalino, Djô d'Eloy, Manuel d'Novas och Luis Silva.. På skivan finns även fyra låtar som var nominerade på 2011 års CVMA, Cape Verde Music Awards.
Críod ne São Cente betyder "uppvuxen på São Vicente", vilket är en av de 10 bebodda öarna på Kap Verde. Críod ne São Cente är ett uttryck på portugisiska och på criol som talas på Kap Verde. Frasen är gammal och förmedlar en stolthet av att vara São Vicente-bo.

## Låtlista
1. Críod ne São Cente
2. Criolinha
3. Quel Son
4. Dôr di Separacão
5. Um Coisa Tradicional
6. Tchigá Pert d'mim
7. Cova d'Inglesa
8. Mindelo
9. Vrá Tchife
10. Tuginha
11. Praia de Baía